# 小林芳子
小林 芳子（こばやし よしこ、1955年12月23日 - ）は、日本のフィギュアスケートコーチ。日本スケート連盟フィギュアスケート強化部長。兵庫県神戸市出身。親和女子高等学校、関西学院大学卒業。夫は元プロ野球選手である小林晋哉。

## 経歴
兵庫県神戸市出身。親和女子高等学校、関西学院大学卒業。
高校生まではフィギュアスケート選手であったが大学卒業後、日本スケート連盟に所属し、2012年7月7日よりフィギュアスケート強化部長に就任。また日本オリンピック委員会専任コーチングディレンクター・トップアスリート担当及びスケート上級コーチも務める。
2010年のバンクーバーオリンピックでは選手のコーチを務め、2014年のソチオリンピックではフィギュアスケート日本代表の監督を務めた。